# Ɣ̴
Le gamma tilde inscrit, ɣ̴, est une lettre additionnelle de l’alphabet phonétique international utilisée dans quelques ouvrages linguistiques. Elle est composée d’un gamma diacrité d’un tilde inscrit.

## Utilisation
Dans l’alphabet phonétique international, le gamma représente une consonne fricative vélaire sourde et le tilde inscrit indique une pharyngalisation (ou vélarisation dans d’autres cas). La consonne fricative vélaire sourde pharyngalisée peut aussi être notée [ɣˤ] ou [ɣ͡ħ].
Martine Vanhove utilise le ɣ̴ dans l’Encyclopedia of Arabic language and linguistics ou sa version en ligne pour transcrire l’allophone [ɣ̴] de la consonne occlusive uvulaire sourde /q/ de l’arabe yéménite.

## Représentation informatique
Le gamma tilde n’a pas de représentation informatique standardisée. Il peut être présenté à l’aide d’un caractère non standard ou à l’aide de la lettre gamma ɣ combinée avec une diacritique tilde couvrant, ‹ ɣ̴ ›.